# マニカヴァサガラン・ジェガセサン
マニカヴァサガラン・ジェガセサン（Manikavasagam Jegathesan、1943年11月2日 - ）はマレーシアの男子陸上競技選手。専門は短距離走。
16歳のときの1960年にローマオリンピックの男子400mに出場し、オリンピック初出場した。オリンピックにはその後の1964年の東京オリンピックと1968年のメキシコシティオリンピックの100m、200m、4×100mリレーに出場しているが、メダルは獲得できなかった。
メキシコシティオリンピックの200mで記録した20.92秒は、2017年までほぼ半世紀き渡りマレーシア国内記録だった。
1962年にジャカルタで開催されたアジア競技大会に出場し、200mで金メダルを、100mで銀メダルを獲得した。1966年のバンコク大会では200mの2連覇とともに100mの2冠も達成している。